# Guriezo
Guriezo és un municipi de la Comunitat Autònoma de Cantàbria. Limita al nord amb els municipis de Castro-Urdiales i Liendo, a l'est amb Castro-Urdiales, al sud amb Trucíos i Karrantza. Biscaia i a l'oest amb Ampuero i Rasines.

## Localitats
- Adino.
- Agüera.
- Angostina.
- Balbacienta.
- Cabaña la Sierra.
- Carazón.
- La Corra.
- Francos.
- Landeral.
- Lendagua.
- Llaguno.
- El Llano.
- Lugarejos.
- La Magdalena.
- Nocina.
- Pomar.
- El Puente (Capital).
- Ranero.
- Revilla.
- Rioseco.
- Santa Cruz.
- Torquiendo.
- Trebuesto.
- Tresagua.

## Demografia
| 1900  | 1910  | 1920  | 1930  | 1940  | 1950  | 1960  | 1970  | 1980  | 1990  | 2000  | 2007  |
| ----- | ----- | ----- | ----- | ----- | ----- | ----- | ----- | ----- | ----- | ----- | ----- |
| 2.329 | 2.380 | 2.426 | 2.329 | 2.378 | 2.162 | 1.989 | 1.716 | 1.945 | 1.830 | 1.730 | 2.145 |

Font: INE